# Psylliodes metatarsalis
Psylliodes metatarsalis là một loài bọ cánh cứng trong họ Chrysomelidae. Loài này được Leonardi miêu tả khoa học năm 2007.